# 播种机

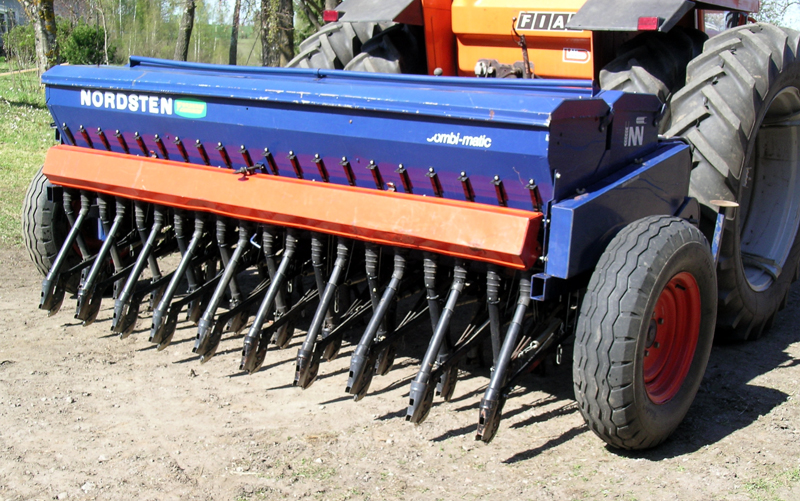
播种机

播种机是一種由拖拉机拖动且能在土壤中播种农作物種子的机械。播种机按播种方法不同，可以分为条播机、点播机和撒播机；播种机按作物不同，可以分为谷物播种机、棉花播种机、蔬菜播种机等。